# Smalbladet kællingetand
Smalbladet Kællingetand (Lotus tenuis) er en urt med gule blomster tilhørende Ærteblomst-familien. Slægtsnavnet Lotus er af græsk lots, der har været brugt om flere forskellige planter. Det danske Kællingetand hentyder til bådens tandlignende spids og til de spidse, rødlige blomsterknopper. Artsnavnet tenuis betyder "spinkel".

## Beskrivelse
Den overvejende forgrenede smalbladet kællingetand bliver ca. 20 til 40 cm stor og har en en smal ikke behåret stilk. Slægten kendes fra andre urteagtige ærteblomstrede på de gule blomster og de 3-koblede blade. Bladene på de midterste og øvre stængelblade er lineære og lancetformede blade, sm kan være lidt kødfulde. De er ca. 5 til 8 gange så lange som de er brede. Væksten er ofte ret ned-liggende. Normalt danner de 1 til 6 duftende enkeltblomster blomsterstanden. Kronbladene er 7 til 12 mm lange. Bægeret er skråtstillet af små tænder på knoppen. Mellem de to øverste befinder der siger der en stumpelig bugt, der er kortere end bægerrøret. Blomsterne sidder 3-5 sammen i en lille skærm. Frugten er en lang, smal ærtebælg, og frøene er brune-brunsorte. Planten har pælerod, hvorfra der kan dannes sideskud.
Smalbladet Kællingetand kan forveksles med kummerformer af Almindelig Kællingetand med ret smalle blade. Her kan de 2 arter adskilles på følgende:
Almindelig Kællingetand har fremliggende (ikke tæt til-trykte), 0,5-1 mm lange hår på bæger, blade og stængel. Bægeret er mest håret opadtil ellers glat nedadtil.
Smalbladet Kællingetands blomster bestøves af insekter og frugterne spredes hovedsagelig med vinden og ved en fjedermekanisme, når den modne bælg ruller sig sammen.

## Udbredelse
Den er almindelig, hvor der er saltpåvirkning ved kysterne: på strandenge, i klitlavninger og lignende, men er efterhånden også ret almindelig langs veje i indlandet, hvor der kan være saltpåvirkning fra vejsalt. Dens udbredelse er ikke begrænset til Europa. Den forekommer også indtil Vestasien